# تيبيريوس لونجيوس
 تيبيريوس سيمبرونيوس لونجيوس  (260 ق.م. - 210 ق.م.)، قنصل وقائد روماني خلال الحرب البونيقية الثانية. في عام 218 ق.م، انتخب هو وبابليوس سكيبيو قنصلين لروما، وأرسل لونجيوس إلى أفريقيا مع 160 سفينة لجمع القوات والإمدادات، في حين تم إرسال سكيبيو إلى أيبيريا لاعتراض حنبعل. واستطاع انتزاع مالطا من القرطاجيين.
بعد ذلك بوقت قصير، بعد هزيمة وأصابة سكيبيو أمام قوات حنبعل في معركة تيسينيوس، أرسل مجلس الشيوخ في طلب لونجيوس. ولدى وصوله في ديسمبر، هاجم لونجيوس القرطاجيين (يقال ضد المشورة سكيبيو)، في معركة تريبيا. وقع جيشه في الفخ عندما تم تطويقه من قبل قوات ماجو شقيق حنبعل. على الرغم من أن الهزيمة كانت ساحقة الرومان، فقد استطاع لونجيوس أن يشق مع قوة من 10,000 جندي طريقهم من خلال خطوط قلب الجيش القرطاجي.
في يناير 217 ق.م، عاد لونجيوس إلى روما للاشراف على انتخابات القناصل الجدد. وقد خلفه جايوس فلامينيوس نيبوس، وعاد إلى جيشه في معسكر الشتاء.
في عام 215 ق.م، وحارب لونجيوس القرطاجيين بقيادة هانو الكبير في معركة جرومنتيوم. قتل جيش لونجيوس 2,000 قرطاجي وأسروا 280 آخرين، وأجبر هانو على الانسحاب إلى قلورية واستعاد بذلك 3 مدن كان القرطاجيون قد احتلوها.